# Palazzo Flajani Bagalini
Il Palazzo Flajani-Bagalini è un edificio del centro storico di Ascoli Piceno, ubicato in via Quinto Curzio Rufo a pochi metri da Piazza del Popolo.

## Descrizione
In stile neoclassico e caratterizzato dalla facciata in blocchi squadrati di travertino scandita da finestre con timpani curvilinei e triangolari, è stato realizzato tra il 1865 e 1880 da Giuseppe Sacconi, architetto e politico italiano, noto soprattutto per essere stato il progettista del Vittoriano a Roma. L’elemento architettonico più rilevante è senza dubbio l’importante porticato interno con colonne e capitelli in travertino.
Attualmente di proprietà della famiglia Bagalini è stato in passato la dimora ascolana della famiglia dei marchesi Flajani.